# Cotis de Paflagònia
Cotis de Paflagònia (Cotys, Κότυς) fou un rei de Paflagònia, probablement el mateix que Xenofont esmenta com Corylas o com Otys. Es creu que era un vassall persa que va negar l'obediència a Artaxerxes II de Pèrsia; fou cridat a la cort persa i va refusar obeir. Espitridates li va recomanar entrar en aliança amb Esparta i es va trobar amb Agesilau al que va convidar a Paflagònia i li va donar una considerable força que es va unir a l'exèrcit de l'espartà. En agraïment a Espitídrates, Agesilau va negociar el casament de la filla d'aquell amb el rei Cotis (395 aC). Alguns historiadors han identificat aquest Cotis amb Tios (Thyus) que fou derrotat pel sàtrapa de Capadòcia Datames i fet presoner, essent enviat a Artaxerxes el 364 aC, però la hipòtesi no s'ha pogut comprovar.